# Burhan Felek Voleybol Salonu
Burhan Felek Voleybol Salonu är en sportanläggning i Istanbul, Turkiet med två hallar vilka har plats för 7 500 respektive 1 288 åskådare. Anläggningen byggdes 2010 och ägs av Turkiets volleybollförbund.